# Prieuré de Keldholme
 (décembre 2019).
Le prieuré de Keldholme était un couvent cistercien situé à  Kirkbymoorside dans le Yorkshire du Nord, en Angleterre. Il est fondé par Robert III d'Estouteville, sous le règne de Henri Ier. Deux tombes sont toujours visibles, conservées dans le mur du prieuré moderne, une maison construite à l'emplacement du couvent. Le prieuré connaît un grand bouleversement, au début du XIVe siècle, lors d'une élection controversée, quant à savoir qui serait prieure. 

## Source de la traduction
- (en) Cet article est partiellement ou en totalité issu de l’article de Wikipédia en anglais intitulé « Keldholme Priory » (voir la liste des auteurs).